# 永井来
永井 来（ながい きたる、1877年（明治10年）1月7日 - 1934年（昭和9年）2月14日）は、日本陸軍の軍人。最終階級は陸軍中将。旧姓・楊井。

## 経歴
山口県出身。楊井正之進の二男として生れ、永井勝正・陸軍少佐の養嗣子となる。陸軍幼年学校を経て、1896年（明治29年）11月、陸軍士官学校（8期）を卒業。1897年（明治30年）6月、歩兵少尉に任官し歩兵第21連隊付となる。1903年（明治36年）11月、陸軍大学校（17期）を優等で卒業。
1904年（明治37年）6月、歩兵大尉に昇進し歩兵第17連隊中隊長に就任。歩兵第16旅団副官、留守第8師団参謀を経て、1905年（明治38年）6月、第13師団参謀に発令され樺太作戦に出征。同年8月、樺太守備軍参謀に就任。
1906年（明治39年）4月、参謀本部員となり、以後、参謀本部付、フランス大使館付武官補佐官、歩兵第4連隊大隊長、陸軍歩兵学校教官、歩兵第18連隊付、フランス大使館付武官などを務め、1917年（大正6年）8月、歩兵大佐に昇進。1920年（大正9年）8月、参謀本部外国戦史課長に転じ、1922年（大正11年）4月、陸軍少将に進級し歩兵第12旅団長となった。
1924年（大正13年）1月、歩兵学校長に就任し、1926年（大正15年）3月、陸軍中将に進級した。1927年（昭和2年）7月、第9師団長に親補され、1930年（昭和5年）12月に待命となり、1931年（昭和6年）1月、予備役編入となった。

## 栄典
- 1897年（明治30年）10月15日 - 正八位[5]
- 1899年（明治32年）12月26日 - 従七位[6]
- 1917年（大正6年）8月30日 - 従五位[7]
- 1926年（大正15年）4月2日 - 従四位[8]

## 親族
- 養嗣子 永井清雄（陸軍中佐）[1]